# Kanamycin
Kanamycin ist ein antibiotisch wirksamer Arzneistoff, der als Hauptbestandteil fast ausschließlich Kanamycin A enthält. Begleitend treten Kanamycin B und C auf. Es wird hauptsächlich lokal angewendet, insbesondere bei Infektionen des Auges.

## Zusammensetzung
Kanamycin stellt ein Gemisch aus den strukturell sehr ähnlichen Kanamycinen A, B und C dar. 
| Name        | Allgemeine Grundstruktur | R1  | R2  | R3   | R4   |
| ----------- | ------------------------ | --- | --- | ---- | ---- |
| Kanamycin A |                          | –OH | –OH | –OH  | –NH2 |
| Kanamycin B | –NH2                     | –OH | –OH | –NH2 |      |
| Kanamycin C | –NH2                     | –OH | –OH | –OH  |      |

Arzneilich verwendetes Kanamycin, das in Form der jeweiligen Kanamycinsulfate eingesetzt wird, besteht zu ca. 98 % aus Kanamycin A. Im begleitend vorkommenden Kanamycin C ist 6-D-Glucosamin durch 2-D-Glucosamin ersetzt. Das Europäische Arzneibuch begrenzt den Anteil des stärker toxischen Kanamycins B auf maximal 4 %.

## Eigenschaften
Kanamycin ist ein Aminoglykosid-Antibiotikum aus der Streptomyceten-Gattung Streptomyces kanamyceticus, aus der es erstmals 1957 isoliert wurde. Das Wirkspektrum umfasst insbesondere aerobe gramnegative Keime. Es besteht eine weitgehende Kreuzresistenz von Kanamycin mit Neomycin und eine partielle Kreuzresistenz mit anderen Aminoglykosid-Antibiotika wie Streptomycin und Gentamycin.
Kanamycin wirkt bei systemischer Anwendung oto- und nephrotoxisch.

## Verwendung

### Medizinisch
Die ersten Handelspräparate waren Kanamycin (von Grünenthal), Kanamytrex (von Boehringer Ingelheim) und Resistomycin (von Bayer).
In Deutschland wird Kanamycinsulfat in der Humanmedizin in Form von Augentropfen und -salben zur lokalen Behandlung bakterieller Infektionen des Auges (z. B. bei einer Bindehautentzündung) eingesetzt. In den USA waren von Kanamycin auch Darreichungsformen zur oralen und parenteralen Anwendung (Handelsname Kantrex) im Handel. Ferner dient Kanamycin als Reserveantibiotikum unter anderem für die Behandlung multiresistenter Tuberkulose.
In der Veterinärmedizin wird Kanamycin als Reserveantibiotikum zur Behandlung von Magen-Darm-Infektionen durch Kanamycin-empfindliche Erreger bei Hunden und Katzen sowie in Kombination mit Spiramycin bei akuten und chronischen, gegen andere Therapien resistente Mastitiden verwendet.

### Gentechnik
Weit verbreitet ist Kanamycin in der Gentechnik als Selektionsantibiotikum. Gentechnisch veränderte Mikroorganismen wie Escherichia coli oder Chloroplasten-DNA von genmodifizierten Pflanzen werden zusätzlich zu den interessierenden Genen mit Resistenzgenen gegen Kanamycin ausgestattet. Im Gegensatz zu den meisten anderen Antibiotika wirkt Kanamycin auch auf Pflanzen toxisch. Entsprechend kann beim Arbeiten mit transgenen Pflanzen und einer entsprechenden Versuchsdurchführung auch auf Kanamycin-Selektionsmedien zurückgegriffen werden. Somit werden veränderte gegenüber nativen Organismen erkannt, wenn unter Kanamycin kultiviert wird. Kanamycin-Resistenzen treten daher im Umfeld gentechnisch veränderter Anpflanzungen gehäuft auf.
Auch andere Antibiotika wie Ampicillin oder Tetracycline werden als Selektionsmarker an Bakterien eingesetzt.

## Wirkungsweise
Kanamycin durchdringt die bakteriellen Zellmembranen durch passive Diffusion oder durch (sauerstoffabhängigen) aktiven Transport. Es lagert sich an die 30S-Untereinheit membranassoziierter Ribosomen an und hemmt damit die bakterielle Proteinsynthese.

## Handelsnamen
- Kanamycin-POS (D)